# Манђа (Ла Специја)
Манђа је насеље у Италији у округу Ла Специја, региону Лигурија.
Према процени из 2011. у насељу је живело 59 становника. Насеље се налази на надморској висини од 168 м.